# ديفيد فرينش
ديفيد فرينش هو كاتب كندي، ولد في 18 يناير 1939 في Coley's Point ‏ في كندا، وتوفي في 4 ديسمبر 2010 في تورونتو في كندا.

## وصلات خارجية
- ديفيد فرينش على موقع قاعدة بيانات برودواي على الإنترنت (الإنجليزية)